# Butterfly House
Butterfly House is een vlindertuin in het Faust Park in Chesterfield (Missouri). Het is een non-profitorganisatie die in 1995 is opgericht om mensen kennis te laten maken met vlinders en hun natuurlijke omgeving. De aanleg van de tuin is in 1997 begonnen, waarna de tuin in september 1998 is opgesteld voor het publiek. Sinds 2001 valt de tuin onder het bestuur van de Missouri Botanical Garden in St. Louis.
De Conservatory Garden is een tropische broeikas van circa 740 m². Hierin zijn vlinders, hun waardplanten en de planten die nectar verschaffen, gevestigd. Meer dan duizend vlinders vliegen er vrij rond. Er zijn meer dan60 verschillende vlindersoorten en meer dan 150 tropische plantensoorten te zien. Ook zijn er poppenkasten te zien, waarin rupsen verpoppen en transformeren naar volwassen vlinders. Vlinders die er voorkomen, zijn onder meer Dryadula phaetusa, Dryas julia, Heliconius hecale, Heliconius melpomene, Idea leuconoe, Morpho peleides, Neptis hylas en Parthenos sylvia.
Naast de broeikas is een educatief centrum gevestigd. In dit centrum zijn leslokalen, een bioscoop, een souvenirwinkel en tentoonstellingen gevestigd. In het buitengedeelte worden vlinders en planten gehouden die van nature in de Verenigde Staten voorkomen.
Butterfly House is aangesloten bij de Association of Zoos and Aquariums, een Amerikaanse non-profitorganisatie van dierentuinen en publieke aquaria. Tevens is Butterfly House aangesloten bij de International Association of Butterfly Exhibitors and Suppliers, een internationale organisatie die zich richt op de promotie van vlindertuinen.